# دبرا دامو

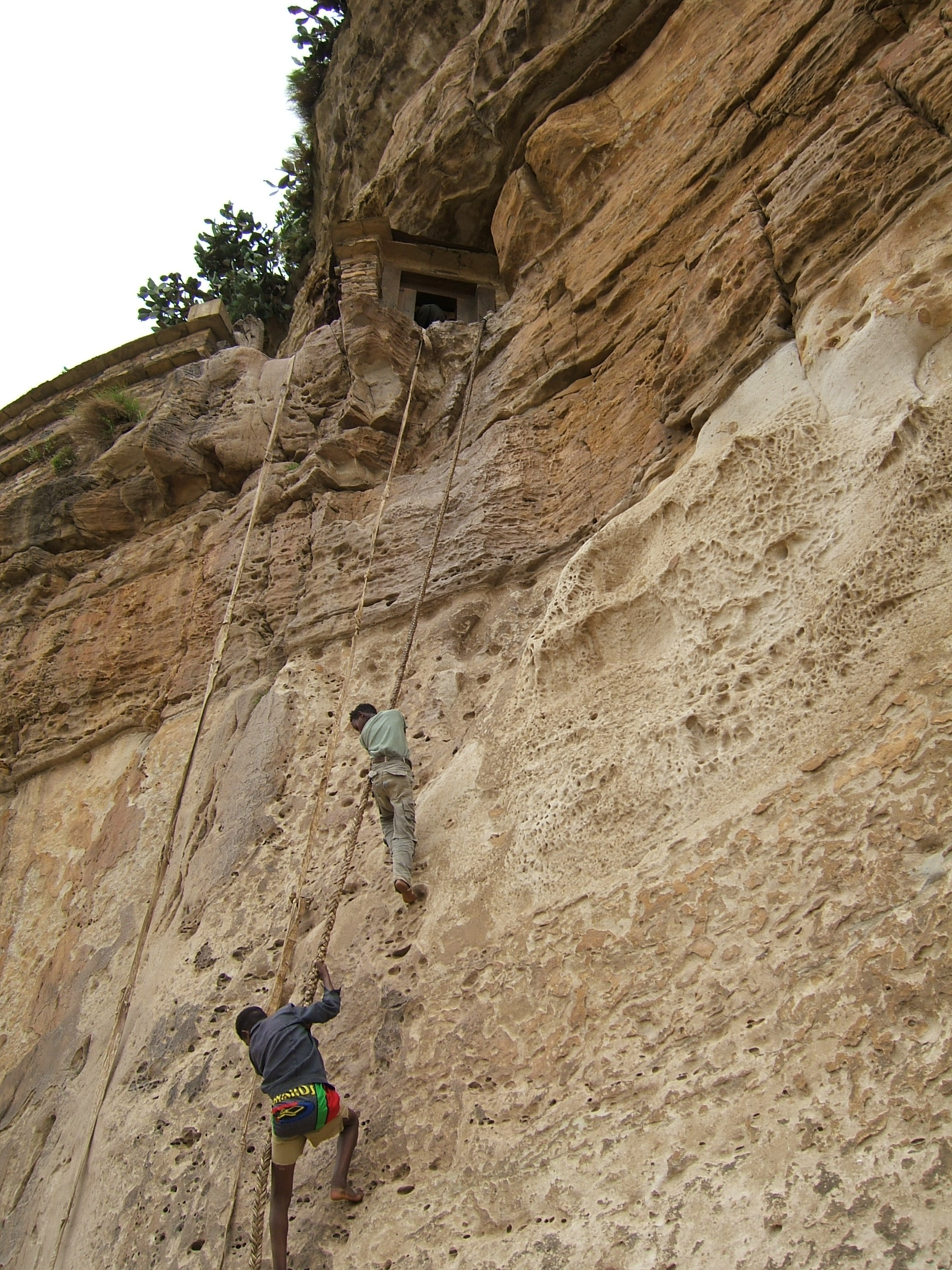
مؤمنون أورثوذكس إثيوبيون يتسلقون إلى قمة دبرا دامو

دَبْرا دامو هو اسم جبل ذي قمة مستوية أو مسطحة، أو أمبا باللغة الجعزية، وأيضاً هي اسم لدير مسيحي شهير من القرن السادس مقام على هذه القمة المستوية نفسها في شمال إثيوبيا، وجبل دبرا دامو هو هضبة ذات شكل شبه منحرف شديد الانحدار، أبعاده 1000 في 400 متر، على ارتفاع 2216 متراً على سطح البحر. ويقع في إقليم التغراي في منطقة مهاكيلغناو غرب أديغرات.

## الدير
هناك اعتقاد واسع الانتسار وسط اتباع الكنيسة الأورثوذكسية الإثيوبية التوحيدية وكذلك الكنيسة الأريترية الأورثوذكسية التوحيدية أن مؤسس هذا الدير هو القديس السوري الشهير أبونا أرغاوي وقد أسسها في القرن السادس الميلادي، والدير له مكانة روحية كبيرة وسط أتباع هاتين الكنيستين.

## معرض صور

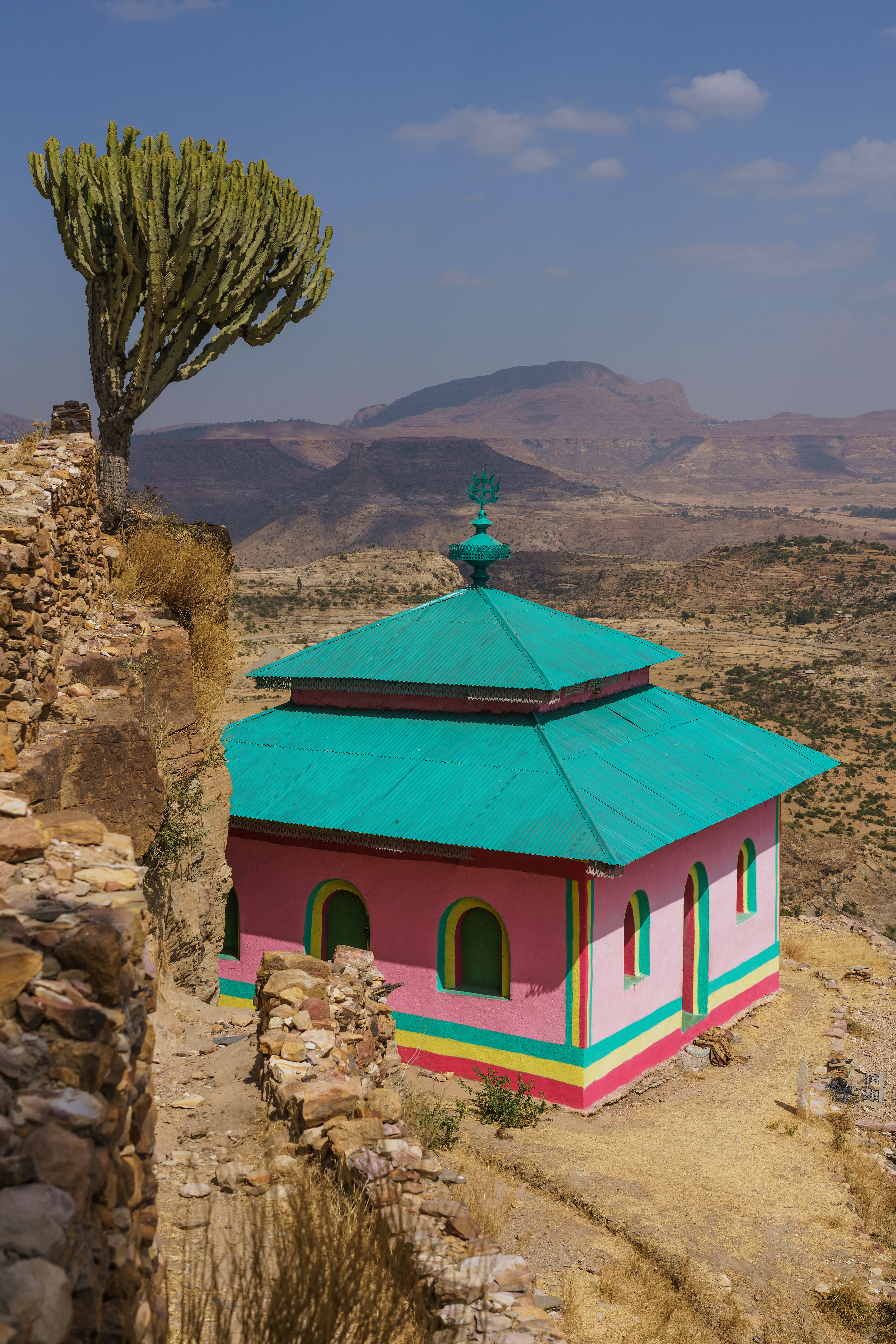
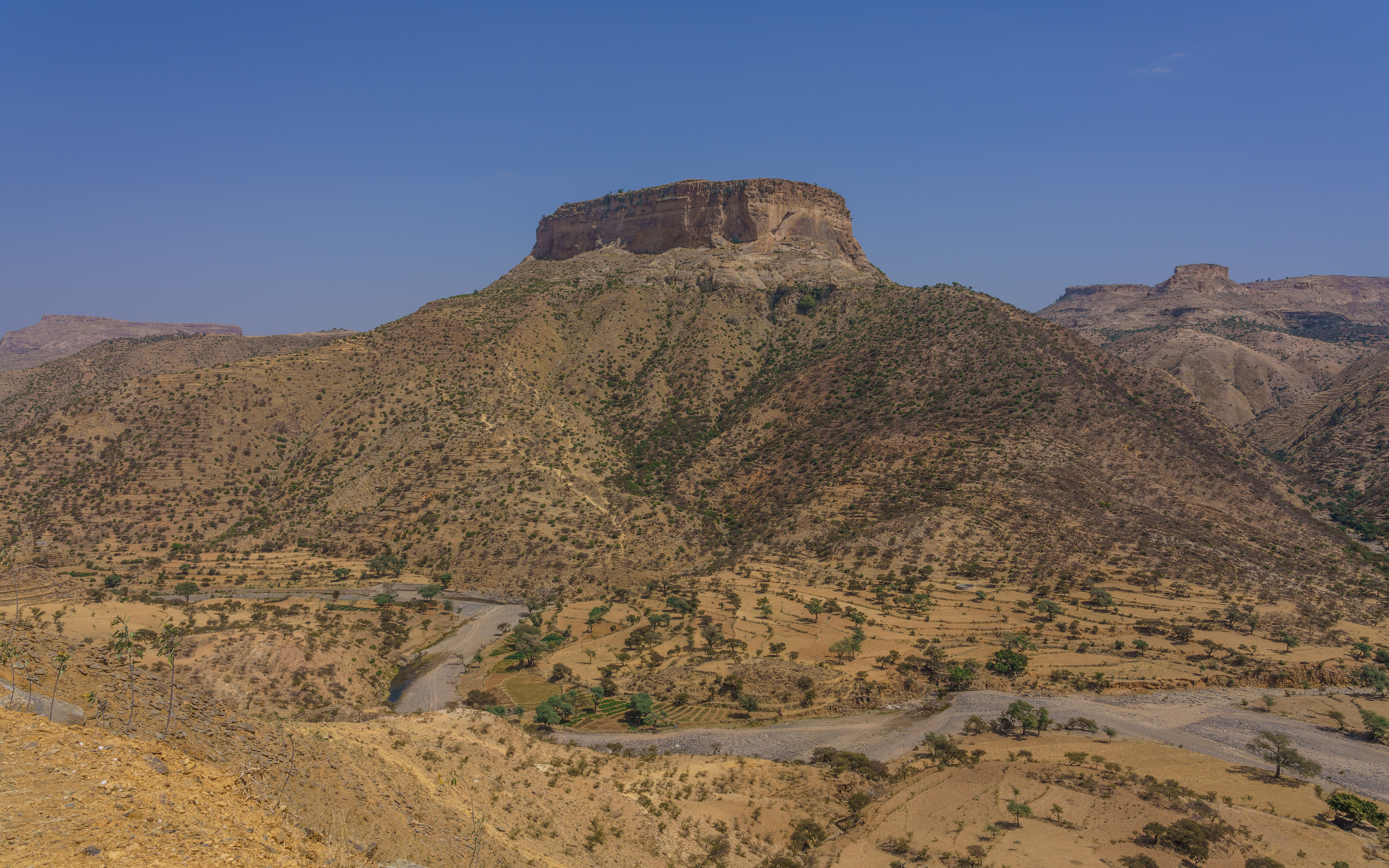
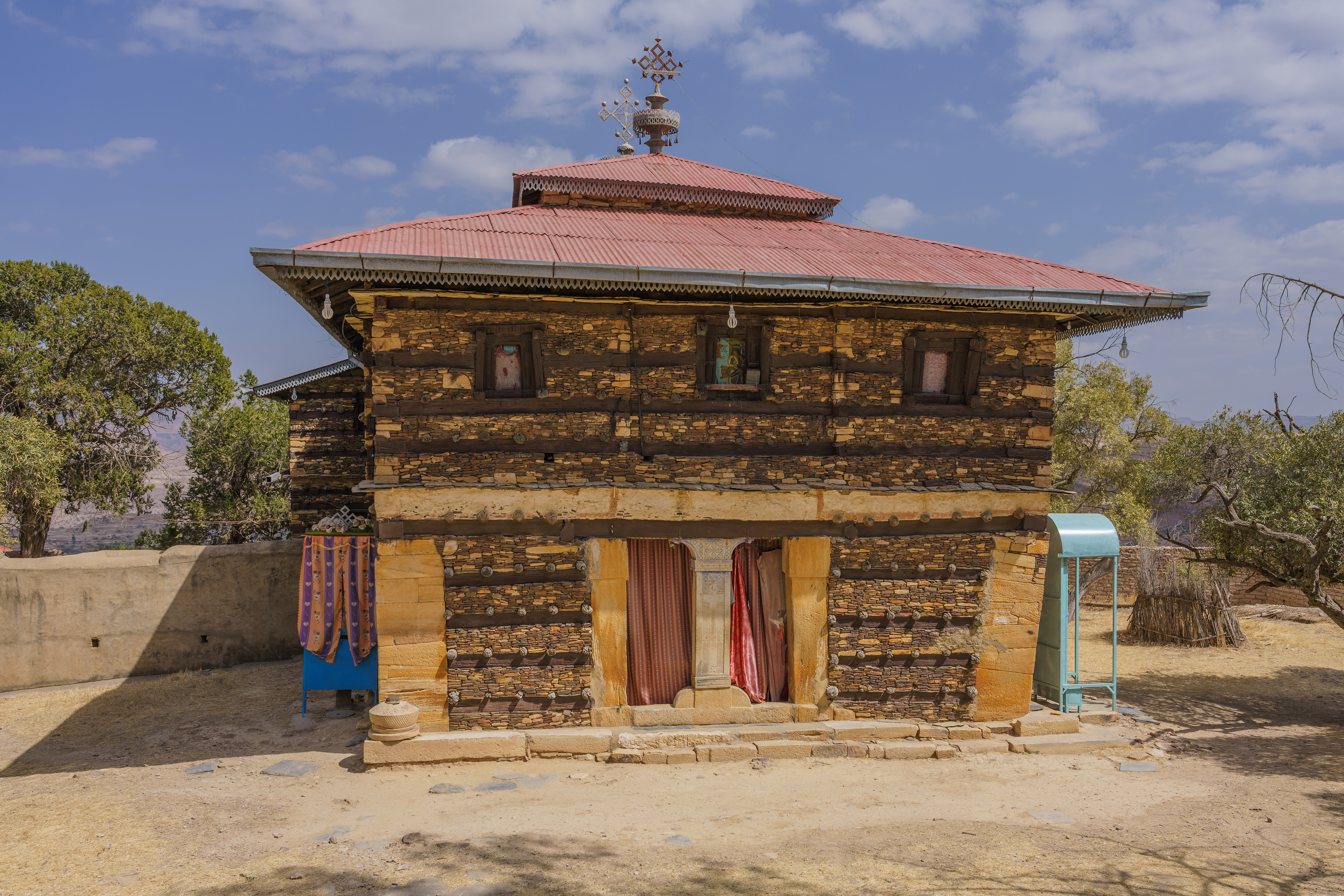
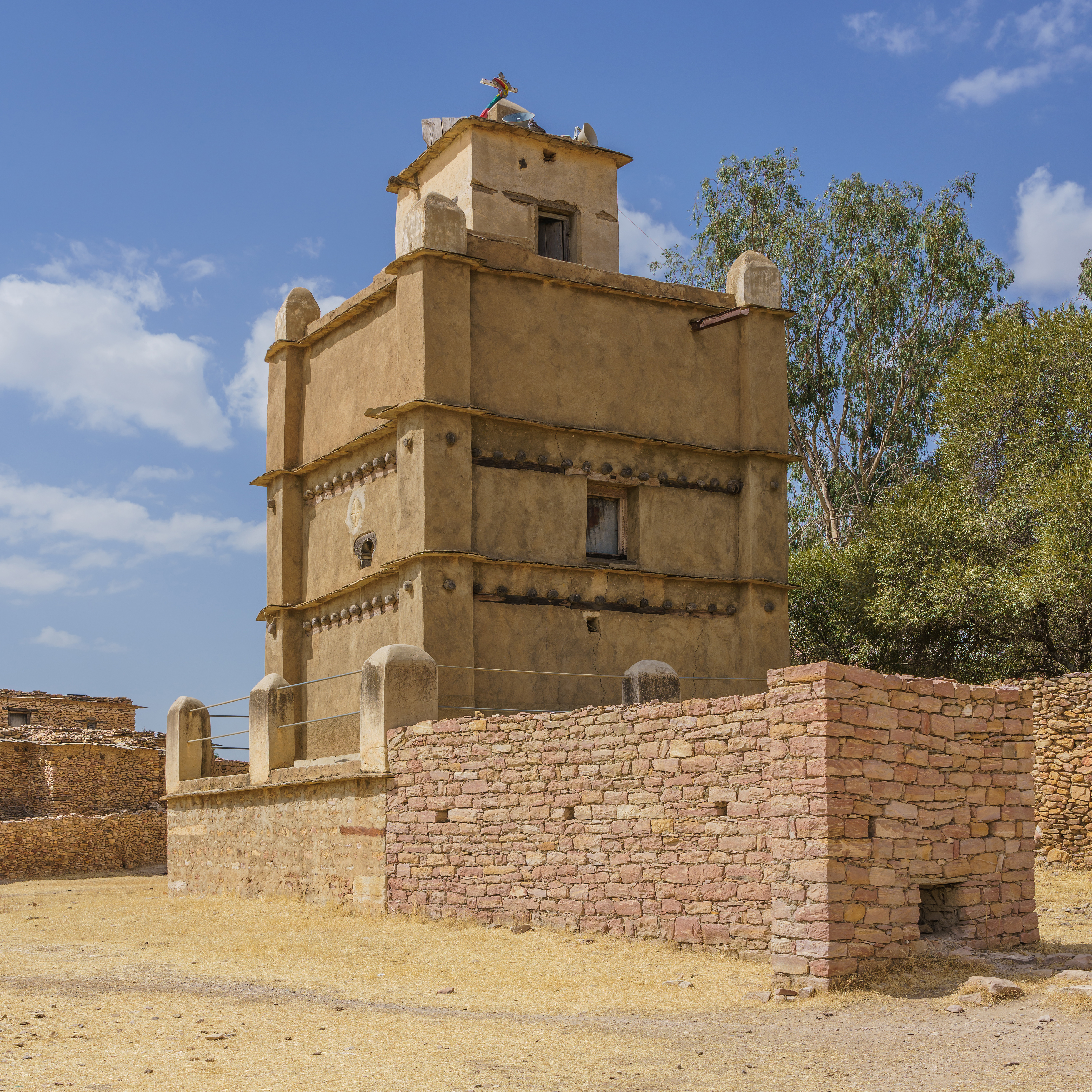
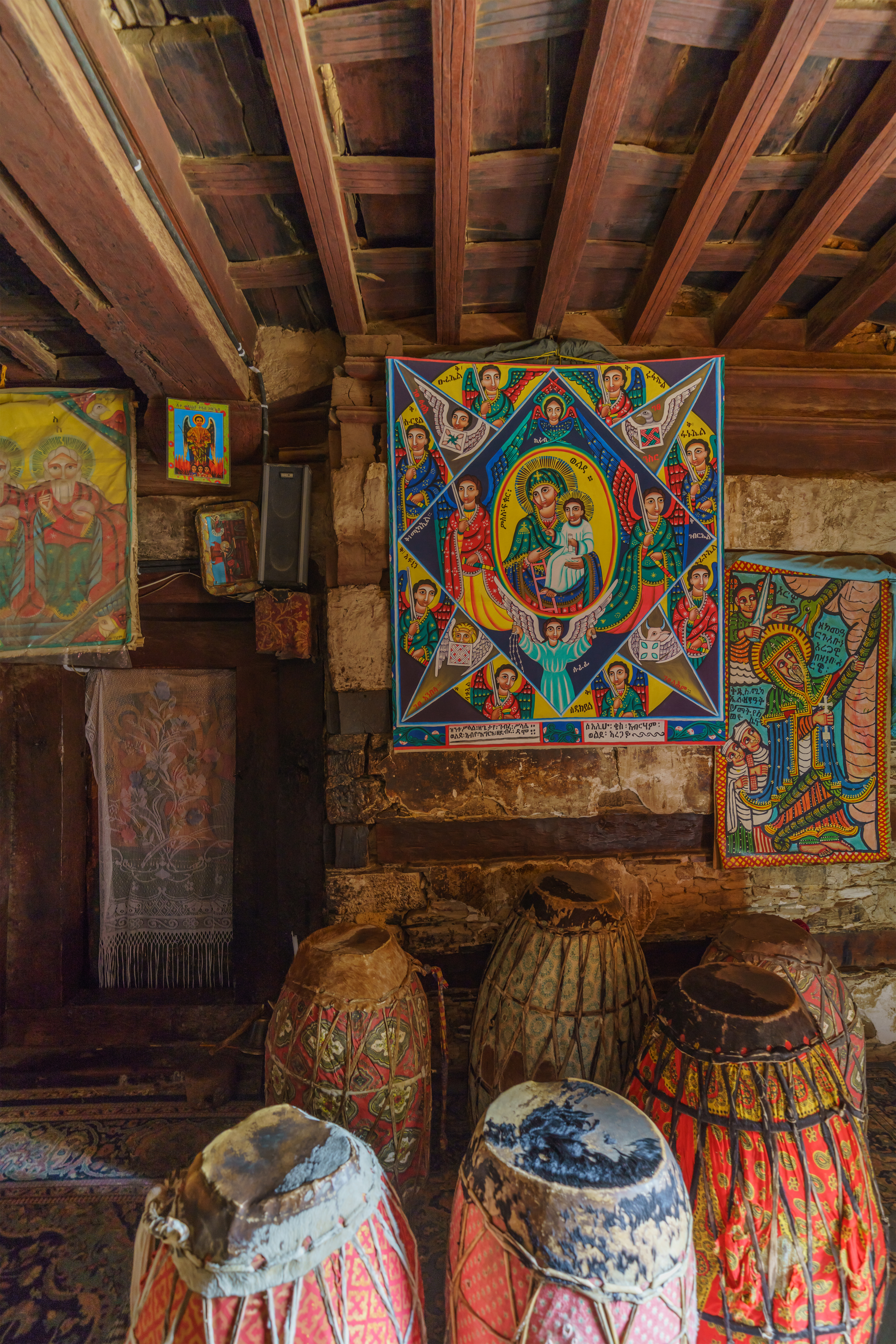
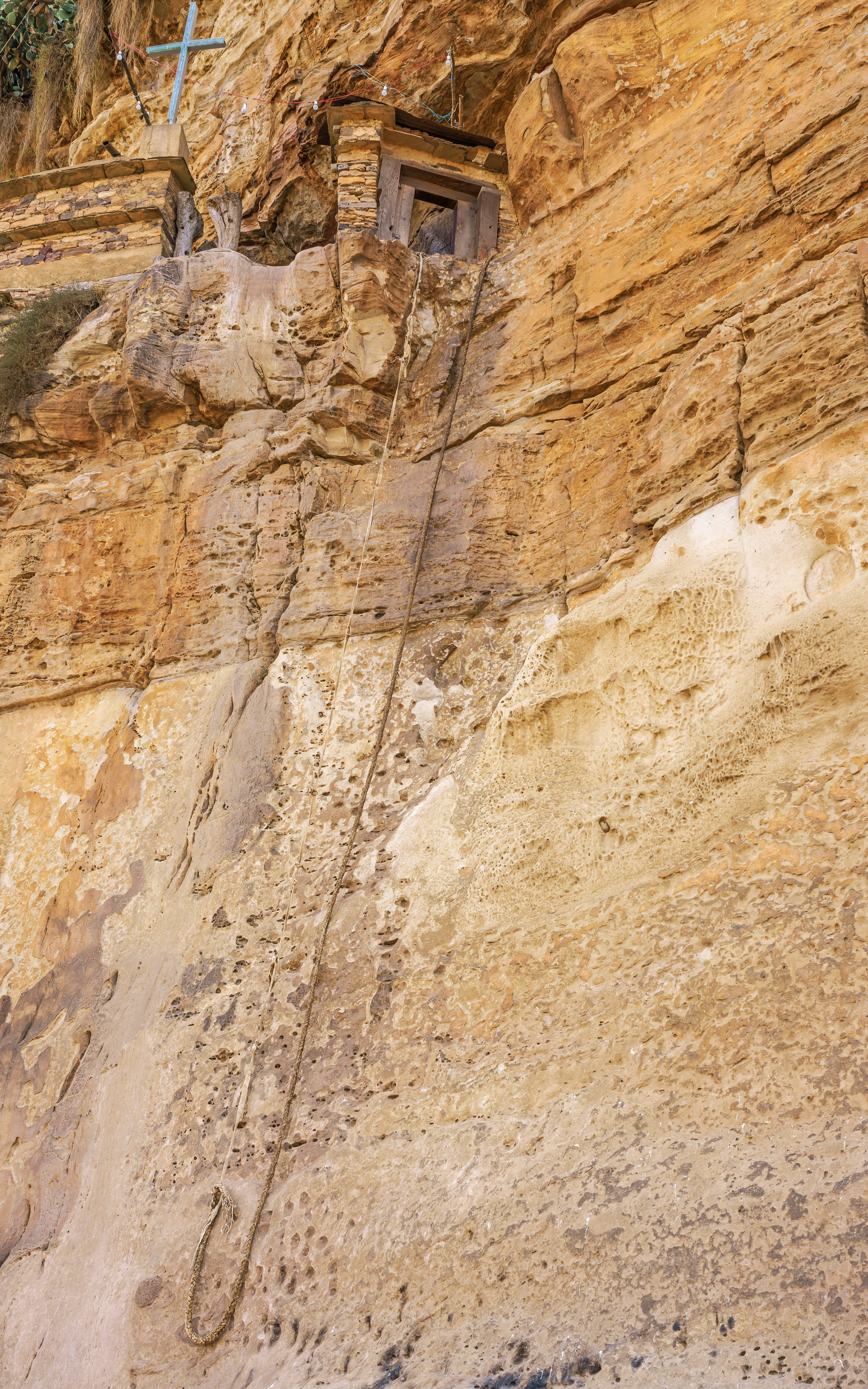

## أعلام
- دويت الثاني